# 羊牧之
羊牧之（1901年9月2日—1999年3月13日），江苏常州人。中华人民共和国诗人。

## 生平
因家境贫困，其母在瞿秋白家做工，随母寄食瞿家，与瞿秋白幼年相识。以后瞿家家道中落，搬出瞿家，但仍和瞿秋白有所交往。刻苦自学，后当私塾老师、小学校长。1925年，到上海南市沪军营工人夜校任教、经瞿秋白考入上海大学社会系，加入中国共产党。后分配在中共中央宣传部任干事，负责《向导》校对和部里其他一些日常事务工作。1927年4月到武汉，参加中国共产党第五次全国代表大会，但代表资格尚未完全确定。国共合作破裂后，在汉口负责中共中央驻汉联络工作。1928年，脱离党组织，担任中学教师。抗战期间投笔从戎，担任部队指导员、政治教官。1941年至湘乡中学、九江中学、常州柏桢中学等校任教。中国人民解放军攻占常州后担任育民中学副校长、省立常州中学教师。
1961年负责筹建秋白故居，1962年任市政协专职副秘书长。担任常州市人大代表、市政协委员、常委。创办舣舟涛社任社长，任江南诗词学会副会长。1999年3月13日逝世。